# 高从义
高从义（？—950年代），陝州硤石縣人，五代十國時荊南政治人物。
高从义是南平武信王高季興的族子，贞懿王高保融以他为叔父。显德年间，高从义计划作乱，他的党徒高知训告发他，高保融让他迁居到松滋。不久就让人把他处决。